# Tom Boyd
Pour les articles homonymes, voir Boyd.
Ne doit pas être confondu avec Thomas Boyd.
Tom Boyd, né le 24 novembre 1965 à Glasgow (Écosse), est un footballeur international écossais, qui évoluait au poste de défenseur, principalement au Celtic et en équipe d'Écosse. 
Boyd reçoit soixante-douze - septante-deux sélections avec l'équipe d'Écosse entre 1990 et 2001. Il fait partie du Tableau d'honneur de l'équipe d'Écosse de football, où figurent les internationaux ayant reçu plus de 50 sélections pour l'Écosse, étant inclus en octobre 1997.

## Biographie

### En club
Défenseur polyvalent, Boyd joue au Celtic Glasgow, à Motherwell, et brièvement à Chelsea. Il évolue pendant près de 11 saisons avec le Celtic.
Il dispute plus de 500 matchs en première division écossaise, et 23 matchs en première division anglaise.
Au sein des compétitions européennes, il joue 6 matchs en Ligue des champions, 24 en Coupe de l'UEFA, et 4 en Coupe des coupes.
Son palmarès est constitué de trois championnats écossais et trois Coupes d'Écosse.

### En équipe nationale
Il porte 72 fois le maillot de l'équipe d'Écosse entre 1990 et 2001, inscrivant un but.
Il joue son premier match en équipe nationale le 12 septembre 1990, contre la Roumanie. Ce match gagné 2-1 à Glasgow rentre dans le cadre des éliminatoires de l'Euro 1992. 
Tom Boyd participe avec l'Écosse à deux championnats d'Europe, en 1992 puis en 1996. Il inscrit son seul et unique but le 29 mars 1997, contre l'Estonie, lors des éliminatoires du mondial 1998 (victoire 2-0 à Kilmarnock).
Il participe ensuite à la Coupe du monde 1998 organisée en France. À cette occasion, il marque contre son camp lors du match d'ouverture contre le Brésil au Stade de France. Malgré cette boulette, il garde la confiance du sélectionneur, et dispute les trois matchs de son équipe lors de ce mondial.
À cinq reprises, il est capitaine de la sélection, la première fois en avril 1999, et la dernière en avril 2001. Il joue son dernier match le 5 septembre 2001, contre la Belgique, lors des éliminatoires du mondial 2002 (défaite 2-0) à Bruxelles).

## Palmarès

### En équipe nationale
- 72 sélections et 1 but avec l'équipe d'Écosse entre 1990 et 2001.

### Avec le Celtic de Glasgow
- Champion d'Écosse en 1998, 2001 et 2002 avec le Celtic FC
- Vainqueur de la Coupe d'Écosse en 1991 avec Motherwell ; en 1995 et 2001 avec le Celtic FC
- Vainqueur de la Coupe de la Ligue écossaise en 1999, 2000 et 2001 avec le Celtic FC